# 八斗吴氏宗祠
八斗吴氏宗祠，是位于中国安徽省合肥市肥东县梁园镇大李湾村的一个清代古建筑，2013年被合肥市人民政府公布为第五批合肥市文物保护单位。
八斗吴氏宗祠是明朝开国功臣吴复的祠堂，由大、小两个祠堂构成，占地1800平方米，建筑面积630平方米，前后二进六间，室内有保存较好的雕刻，门前有石狮子雕刻。2005年有重修。